# Джейкобсон, Брэндон
Брэ́ндон Дже́йкобсон (англ. Brandon Jacobson; род. 14 ноября 2003, Плейнфилд, Нью-Джерси) — американский шахматист, гроссмейстер (2020). В 2020 году выиграл турнир в Шарлотте, в 2021 году разделил 3-5 места на американском континентальном опен-турнире, в 2023 году занял 2-е место на сильном опен-турнире в Сиджесе. В 2024 году стал участником скандала, связанного с нечестной игрой.
Получал домашнее образование, в 14 лет был принят в Колумбийский университет.
В 2020 году Джейкобсон участвовал в чемпионате США среди юниоров и занял 4-е место, набрав 5,5 очков из 9.
В мае 2024 года сыграл матч из 70 партий против Дэниэля Народицкого на сайте Сhess.com с анонимного аккаунта Viih_sou. Все партии Джейкобсон начинал с хода крайней пешки, а затем — ход ладьёй под бой слона, отдавая качество на 2-м ходу. Он выиграл матч с большим отрывом, на что шахматное сообщество предположило, будто анонимный аккаунт играл нечестно, либо является одним из супергроссмейстеров. Анонимный аккаунт Джейкобсена был заблокирован, после чего шахматист написал большое сообщение про свою биографию и карьерный путь, размещённое на сайте Reddit.
Старший брат Брэндона Аарон имеет звание международного мастера.